# 黑荆
黑荆（学名：Acacia mearnsii）是豆科金合欢属的植物。分布于台湾岛、澳大利亚以及中国大陆的四川、广西、广东、浙江、云南、福建等地，目前已由人工引种栽培。被列入「世界百大外來入侵種」之一。

## 异名
- Acacia mollisima auct. non Willd.